# 신탄중앙중학교
신탄중앙중학교(新灘中央中學校)는 대한민국 대전광역시 대덕구 덕암동에 있는 공립 중학교이다.

## 학교 연혁
- 1968년 11월 20일 : 신탄중앙중학교(남.여 공학) 설립인가
- 1969년 3월 8일 : 제1회 입학식 및 개교식
- 2021년 1월 22일 : 일반 10학급, 특수 2학급 편성
- 2023년 12월 22일 : 제53회 졸업식(69명 졸업, 졸업생 총수 19,021명)
- 2024년 3월 4일 : 제56회 입학식(99명 입학)
- 2024년 9월 1일 : 제27대 신은실 교장 취임

## 참고 자료
- 신탄중앙중학교 - 한국교육학술정보원 학교알리미